# 虚幻引擎3
虚幻引擎3（英語：Unreal Engine 3，简称UE3）是Epic Games开发的虚幻引擎第三代版本。虚幻引擎3使用DirectX 9作为基准图形API，简化了渲染代码，是首批支持多线程的游戏引擎之一。首款使用虚幻引擎3的游戏于2006年底发布。